# Ramphotyphlops multilineatus
Ramphotyphlops multilineatus este o specie de șerpi din genul Ramphotyphlops, familia Typhlopidae, descrisă de Schlegel 1839. Conform Catalogue of Life specia Ramphotyphlops multilineatus nu are subspecii cunoscute.